# La Nuit des hulottes (téléfilm)
Pour les articles homonymes, voir La Nuit des hulottes.

La Nuit des hulottes est un téléfilm français réalisé par Michaëla Watteaux, diffusé en 1999. Il est adapté du roman La Nuit des hulottes (1991) de Gilbert Bordes.

## Synopsis
Les rapports difficiles entre un vieil homme et ses deux enfants qui le jugent déraisonnables.

## Fiche technique
- Titre : La Nuit des hulottes
- Réalisation : Michaëla Watteaux
- Scénario : Catherine Moinot et Michaëla Watteaux d'après le roman homonyme de Gilbert Bordes
- Production : Eddy Cherki et Patrick Meunier
- Photographie : Mario Barroso
- Montage : Patrick Bouquet
- Décors : Michel Blaise
- Costumes : Clémentine Moinot
- Musique : Ionel Petroï
- Format : Couleurs
- Genre : comédie dramatique

## Distribution
- Julien Guiomar : Cyprien Mallaury
- Elizabeth Bourgine : Marthe
- Magali Noël : Rainette Leblanc
- François-Régis Marchasson : Laurent
- Antoine du Merle : Olivier
- Andrée Damant : Adèle
- Jean Nehr : Léon
- Florence Hautier : Mme Lebel
- Edmonde Franchi : Bernadette
- Jacques Hansen : Georges
- Eric Bérenger : Alfred
- Hugues Boucher : Jérôme le libraire
- José Zafrilla : le policier